# Konrad Duden
Konrad Alexander Friedrich Duden, nemški jezikoslovec, * 3. januar 1829, Wessel, † 1. avgust 1911, Sonnenberg (danes Wiesbaden) .
Bil je gimnazijski učitelj in filolog, najbolj poznan po svojem slovarju nemškega jezika, ki nosi ime Duden.
Konradov oče, Johann Konrad Duden, je bil zemljiški posestnik in pridelovalec žganja. Duden je maturiral leta 1846 v Wesslu. Na Univerzi v Bonnu je študiral filologijo, germanistiko in zgodovino, vendar je študij po štirih semestrih, zaradi finančnih razlogov, opustil. Delal je kot domači učitelj v Frankfurtu in Italiji. Leta 1854 je s posebnim dovoljenjem, ki ga je dobil zaradi poučevanja, nadaljeval z državnimi izpiti na Univerzi v Bonnu. Kasneje je poučeval na več nemških gimnazijah: Soester in Bad Hersfeld.
Leta 1880 je objavil svoje glavno življenjsko delo, pravopisni slovar nemškega jezika Vollständige orthographische Wörterbuch der deutschen Sprache. Na 187 straneh vsebuje 28.000 besed. Leta 1901 se je upokojil v Wiesbadnu (Sonnenberg).
Leta 1901 so se predstavniki nemških zveznih držav in Avstrije ter Madžarske dogovorili za enoten pravopis nemškega jezika, osnovo zanj pa je predstavljal Dudenov pravopis.